# Martin Bogatinov
Martin Bogatinov (n. 26 aprilie 1986, Kratovo, Opština Kratovo⁠(d), Macedonia de Nord) este un fotbalist macedonean. În Liga I a fost legitimat la echipa Steaua București.

## Palmares
FK Vardar
- Cupa Macedoniei:  2006–07

FK Teteks
- Macedonian Vtora Liga: 2008–09
- Cupa Macedoniei: 2009–10

### Individual
- Prima Ligă Macedoneană Jucătorul anului (1): 2010

## Legături externe
- Profile at MacedonianFootball.com en